# Szent Márton-székesegyház (Szepeshely)
A Szent Márton-székesegyház (szlovákul: Katedrála svätého Martina) egy gótikus, de eredetileg román stílusú székesegyház Szepeshelyen, amely ma a Szepesváralja városrésze kerülete a Szepességben. Tours-i Szent Márton tiszteletére szentelték, és a Szepesi egyházmegye székesegyháza, a "Lőcse, Szepes vára és a kapcsolódó műemlékek" nevű  és az UNESCO világörökségi helyszín része.
A székesegyház először román stílusú templomként épült 1245-1273 között. Az eredmény egy hatalmas, háromhajós bazilika lett, amelynek minden hajója egyforma széles volt, de a főhajó kétszer olyan magas. Mindegyik hajó félkör alakú apszisokban végződött. A két román stílusú torony egy időben épült. Az oszlopokon gazdag román díszítés látható. A román stílusú templomból ma is látható az északi fal egy része román kori kapuval és a keleti fal diadalívvel. 1328-ban a „Corporis Christi” kápolnát építették hozzá.
A bazilika bő 200 évig szolgálta a prépostot, de a 15. században a leromlás és a hívek nagyobb beözönlése miatt szükségessé vált a javítás. 1462-ben Stock Johann prépost az alapkőletétellel kezdte az újjáépítést, de 1464-ben Budán meghalt. Gáspár Back új prépost folytatta a javítást. Gótikus kórus épült. A folyosókat a hajó szintjére emelték, csarnoktemplomot alkotva. Bár az új templomot a főoltárral már 1478-ban felszentelték, a mellékfolyosók boltozatai csak 1497-ben készültek el.
1493-99-ben a régi kápolna helyén épült fel az új Szapolyai-kápolna a szepesi Szent László-templom Szapolyai-kápolnája mintájára. Ez történt néhány évvel azután, hogy a Szapolyai-család Szepes vármegye örökös nemzetségei lettek. A kápolnát két nyitott árkád köti össze a templommal. Nagy ablakai késő gótikus áttörtekkel és hálóboltozattal rendelkeznek.
A későbbi barokk átalakításokak egy 1873-89-ben visszaállították gótikus stílusba. 1776. óta a templom a Szepesi egyházmegye székhelye.
A templom legértékesebb tárgyai közé tartozik a székesegyház északi bejárata mögött álló román stílusú oroszlánszobor (Leo albus), valamint az 1861-ben újra felfedezett, 1317-ből származó falfestmény, amely Anjou Károly Róbert magyar királlyá koronázását ábrázolja. Míg a barokk főoltárt a 19. században neogótikusra cserélték, néhány mellékoltárt eredetileg megőriztek, mint például a Háromkirályok-oltárt, a Szent Mihály-oltárt és a szentségimádási oltárt, mind a 15. század utolsó harmadából.

## Fordítás
- Ez a szócikk részben vagy egészben  a   Kathedrale des heiligen Martin (Spišská Kapitula) című német Wikipédia-szócikk ezen változatának fordításán alapul.  Az eredeti cikk szerkesztőit annak laptörténete sorolja fel. Ez a jelzés csupán a megfogalmazás eredetét és a szerzői jogokat jelzi, nem szolgál a cikkben szereplő információk forrásmegjelöléseként.